# Comitato Olimpico Polacco
Il Comitato Olimpico Polacco (noto anche come Polski Komitet Olimpijski in polacco) è un'organizzazione sportiva polacca, nata nel 1918 a Varsavia, Polonia.
Rappresenta questa nazione presso il Comitato Olimpico Internazionale (CIO) dal 1919 ed ha lo scopo di curare l'organizzazione ed il potenziamento dello sport in Polonia e, in particolare, la preparazione degli atleti polacchi, per consentire loro la partecipazione ai Giochi olimpici. Il comitato, inoltre, fa parte dei Comitati Olimpici Europei.
La carica di segretario generale è occupata da Adam Krzesiński. Il presidente dell'organizzazione è Piotr Nurowski, è morto a Smolensk (Russia) il nell'Incidente dell'aereo presidenziale polacco.